# Elezioni generali in Zambia del 1996
Le elezioni generali in Zambia del 1996 si tennero il 18 novembre per l'elezione del Presidente e il rinnovo dell'Assemblea nazionale.

## Risultati

### Elezioni presidenziali
| Frederick Chiluba               | Movimento per la Democrazia Multipartitica | 913 770   | 72,59 |  |  |  |  |  |
| Dean Mungomba                   | Congresso Democratico dello Zambia         | 160 439   | 12,75 |  |  |  |  |  |
| Humphrey Mulemba                | Partito Nazionale                          | 83 875    | 6,66  |  |  |  |  |  |
| Akashambatwa Mbikusita-Lewanika | Agenda per lo Zambia                       | 59 250    | 4,71  |  |  |  |  |  |
| Chama Chakomboka                | Movimento per il Processo Democratico      | 41 471    | 3,29  |  |  |  |  |  |
| Totale                          | Totale                                     | 1 258 805 | 100   |  |  |  |  |  |
|                                 |                                            |           |       |  |  |  |  |  |
| Voti non validi                 | Voti non validi                            | 66 248    | 5,00  |  |  |  |  |  |
| Votanti                         | Votanti                                    | 1 325 053 |       |  |  |  |  |  |

### Elezioni parlamentari
| Liste                                      | Voti      | %     | Seggi |
| ------------------------------------------ | --------- | ----- | ----- |
| Movimento per la Democrazia Multipartitica | 778 989   | 60,88 | 131   |
| Congresso Democratico dello Zambia         | 176 521   | 13,79 | 2     |
| Partito Nazionale                          | 90 823    | 7,10  | 5     |
| Partito Nazionale di Lima                  | 81 876    | 6,40  | –     |
| Agenda per lo Zambia                       | 18 982    | 1,48  | 2     |
| National Congress                          | 2 313     | 0,18  | –     |
| Liberal Progressive Front                  | 759       | 0,06  | –     |
| Movement for Democratic Progress           | 632       | 0,05  | –     |
| United National Independence Party         | 477       | 0,04  | –     |
| Party for Poor People                      | 293       | 0,02  | –     |
| Real Democracy Party                       | 182       | 0,01  | –     |
| Indipendenti                               | 127 760   | 9,98  | 10    |
| Totale                                     | 1 279 607 | 100   | 150   |

### Risultati per provincia
| Provincia                | MMD     | ZDC     | NP     | NLP    | AZ     | UNIP | Altri | Ind.    | Totale    |
| ------------------------ | ------- | ------- | ------ | ------ | ------ | ---- | ----- | ------- | --------- |
| Centrale (fonte)         | 50.739  | 9.847   | 4.070  | 12.681 |        |      | 182   | 24.344  | 101.863   |
| Copperbelt (fonte)       | 194.215 | 25.769  | 14.601 | 20.062 |        |      | 632   | 20.350  | 275.629   |
| Orientale (fonte)        | 68.571  | 26.956  | 7.131  | 4.406  |        | 377  | 759   | 2.529   | 110.729   |
| Luapula (fonte)          | 75.489  | 11.433  | 2.592  | 6.765  |        | 100  |       | 11.221  | 107.600   |
| Lusaka (fonte)           | 105.042 | 25.433  | 7.254  | 8.779  | 322    |      | 293   | 16.260  | 163.383   |
| Settentrionale (fonte)   | 93.795  | 19.267  | 5.287  | 4.146  |        |      |       | 26.315  | 148.810   |
| Nord-occidentale (fonte) | 40.730  | 7.085   | 32.840 | 3.507  |        |      |       | 7.660   | 91.822    |
| Meridionale (fonte)      | 95.434  | 32.718  | 5.965  | 20.946 | 2.118  |      | 2.313 | 9.913   | 169.407   |
| Occidentale (fonte)      | 54.974  | 18.013  | 11.083 | 584    | 16.542 |      |       | 9.168   | 110.364   |
| Totale                   | 778.989 | 176.521 | 90.823 | 81.876 | 18.982 | 477  | 4.179 | 127.760 | 1.279.607 |